# Bataille de Hatchie's Bridge
Guerre de Sécession
Batailles
Théâtre oriental
- Virginie-occidentale
- Manassas
  - 1re Bull Run
- 1re Virginie Septentrionale
- Burnside Expedition
- Péninsule
- Sept Jours
  - Gaines's Mill
  - Malvern Hill
- 1re Shenandoah valley
- 2de Virginie Septentrionale
  - 2de Bull Run
- Maryland
  - Antietam
- Fredericksburg
- Tidewater
- Chancellorsville
  - Chancellorsville
- Pennsylvanie
  - Gettysburg
- Bristoe
- Mine Run
- Campagne terrestre
  - Wilderness
  - Spotsylvania
  - Cold Harbor
- Bermuda Hundred
- 2de Shenandoah valley
  - Opequon
  - Cedar Creek
- Petersburg
- 1re Wilmington
- 2de Wilmington
- Appomattox
  - 3e Petersburg
  - Sayler's Creek
  - Appomattox C.H.

Théâtre occidental
- East Kentucky
- Shiloh
  - Fort Henry
  - Fort Donelson
  - Shiloh
- Kentucky
- Raid de Newburgh
  - Perryville
- Stones River
  - Murfreesboro
- Vicksburg
  - Champion Hill
  - Vicksburg
- Raid de Morgan
- Raid de Hines
- Tullahoma
- Chickamauga
- Chattanooga
- Knoxville
- Raid Forrest
- Atlanta
- Franklin-Nashville
- Savannah
- Carolines
  - Bentonville
- Raid de Wilson

Théâtre Trans-Mississippi
- Arizona confédéré
  - 1re Messilla
- Missouri
  - Wilson's Creek
- Territoire indien
- Trail of Blood on Ice
- Nouveau-Mexique
- Boston Mountains
- Pea Ridge
- 1re Texas
- Little Rock
- 2de Texas
- Camden
- Red River
- Raid de Price
- Palmito Ranch

Théâtre du bas littoral et approche du golfe
- Fort Sumter
- Blocus de l'Union
- 1re Bayou Teche
- Mississippi valley
  - Port Hudson
- Charleston
- 2de Bayou Teche
- Mobile Bay
- Mobile

La bataille de Hatchie's Bridge, aussi appelée bataille de Davis Bridge ou Matamora, s'est déroulée le 5 octobre 1862, dans le comté de Hardeman et le comté de McNairy, Tennessee, et clôt la campagne de Iuka–Corinth lors de la guerre de Sécession. L'armée confédérée du major général Earl Van Dorn réussit à éviter la capture par l'armée de l'Union, à la suite de sa défaite à la bataille de Corinth.
L'armée du Tennessee occidental de Van Dorn retraite de Corinth, Mississippi, le 4 octobre 1862, mais le major général de l'Union William S. Rosecrans n'envoie pas de forces à sa poursuite jusqu'au matin du 5 octobre 1862. Le major général Edward O.C. Ord, commandant un détachement de l'armée du Tennessee du général Ulysses S. Grant, conformément aux ordres, avance sur Corinth pour seconder Rosecrans. Pendant la nuit du 4 au 5 octobre 1862, il campe près de Pocahontas. Entre 7 heures trente et 8 heures du matin, ses forces rencontrent la 4th division de l'Union commandée par le major général Stephen A. Hurlbut, du district de Jackson, sur le front confédéré. Ord prend le commandement de l'ensemble des forces de l'Union réunies et repousse les éléments avancés de Van Dorn, l'armée de l'ouest du major général Sterling Price, sur environ 8 kilomètres (5 miles) vers la rivière Hatchie et au-delà du pont de Davis. Après avoir accompli cela, Ord est blessé à la cheville et Hurlbut assure le commandement. Pendant que les hommes de Price sont engagés avec vigueur contre les forces de Ord, les éclaireurs de Van Dorn recherchent et trouvent un autre passage sur la rivière Hatchie. Van Dorn mène alors son armée en arrière sur Holly Springs. Grant ordonne à Rosecrans d'abandonner la poursuite. Ord a obligé Price à retraiter, mais les confédérés évitent la capture ou la destruction. Bien qu'elle aurait dû le faire, l'armée de Rosecrans a échoué à capturer ou détruire les forces de Van Dorn,,.

## Ordre de bataille
Union
District de Jackson – Major général Edward O. C. Ord (w)
| Division                                 | Brigade                                | Regiments and Others |
| ---------------------------------------- | -------------------------------------- | --- |
| Quatrième division MG Stephen A. Hurlbut | Première brigade BG Jacob G. Lauman    | - 52nd Indiana Infantry - 28th Illinois Infantry - 32nd Illinois Infantry - 41st Illinois Infantry - 53rd Illinois Infantry                        |
| Quatrième division MG Stephen A. Hurlbut | Deuxième brigade BG James C. Veatch    | - 15th Illinois Infantry - 14th Illinois Infantry - 25th Indiana Infantry - 53rd Indiana Infantry - 46th Illinois Infantry: Col John A. Davis (mw) |
| Quatrième division MG Stephen A. Hurlbut | Brigade provisoire Col Robert K. Scott | - 12th Michigan Infantry - 68th Ohio Infantry |
| Quatrième division MG Stephen A. Hurlbut | Artillerie                             | - 2nd Illinois Artillery - 7th Ohio Artillery |
| Quatrième division MG Stephen A. Hurlbut | Cavalerie                              | - 5th Ohio Cavalry |

Confédération
Armée de l'ouest – Major général Earl Van Dorn
Corps de Price – Major général Sterling Price

## Site historique

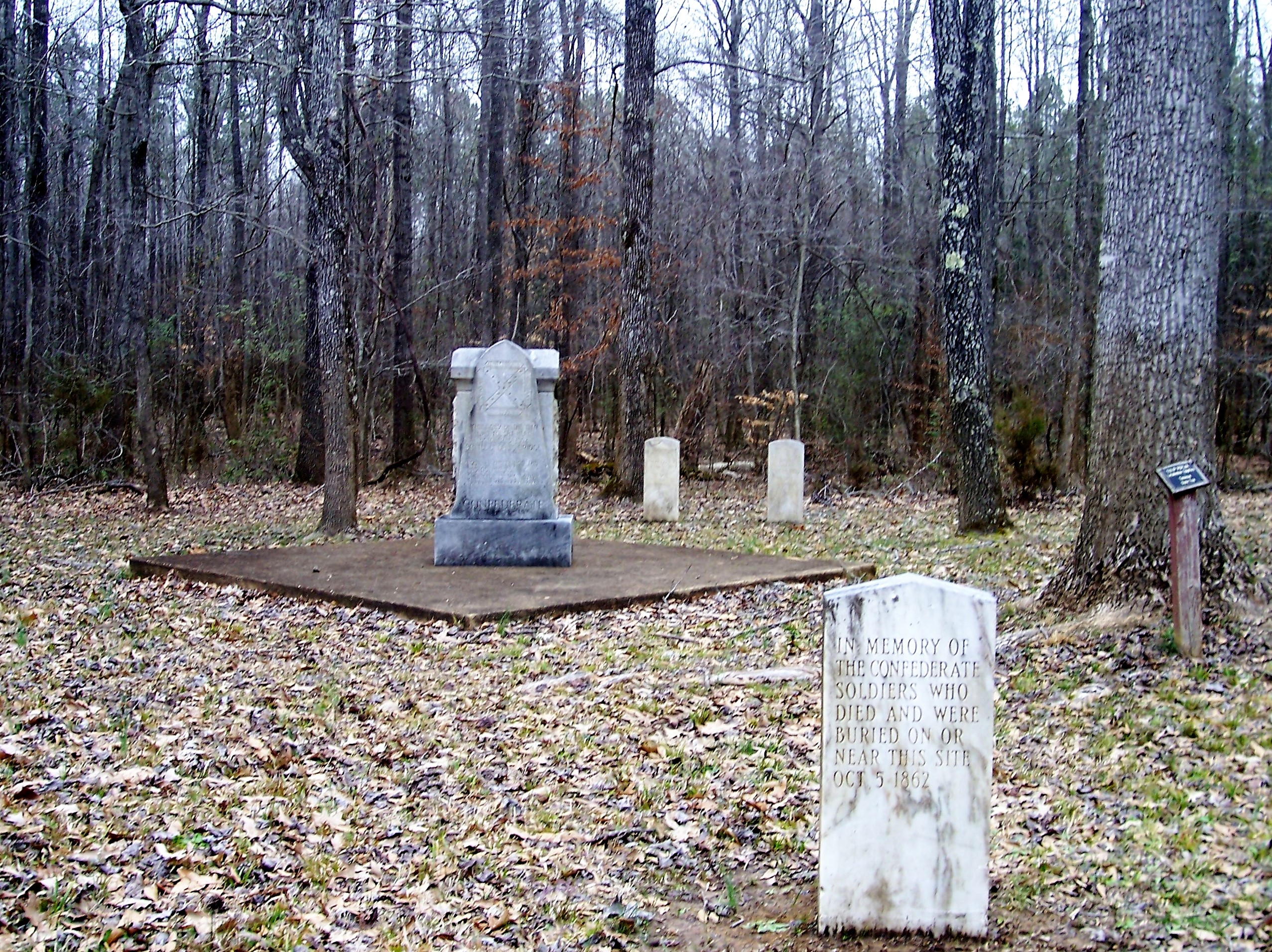
Mémorial et tombes sur le site de la bataille.

Le site du champ de bataille, appelé champ de bataille du pont de Davis, est répertorié sur le Registre national des lieux historiques en 1998. La zone de 20 000m2 (5 acres) couvrant le champ de bataille fait partie des sites du siège et de la bataille de Corinth, qui a été désigné comme monument national historique en 1991. L'ensemble de la zone du champ de bataille considérée comme potentiellement éligible pour le registre national fait 2 065 hectares (5 103 acres), dont 348,6 hectares (861,5 acres) sont protégés.